# 싼위안차오역
싼위안차오역(중국어: 三元桥站)은 베이징 지하철 10호선, 수도공항선, 12호선의 환승역이다. 2008년 7월 19일 10호선과 수도공항선 1단계가 동시에 개통되면서 베이투청역과 함께 베이징 지하철의 개통 이후 환승역이 된 최초의 역 중 하나가 되었고, 2024년 12월 15일 12호선이 개통되면서 베이징 지하철 시스템의 9번째로 3개 노선의 환승역이 되었다. 이 역은 중국 베이징시 차오양구 쭤자좡 가도·마이쯔뎬 가도 접경에 징미로·수도공항 고속공로 옆 싼위안교 북측에 위치한다.

## 위치
싼위안차오역은 싼위안차오 입체교차로구의 북동쪽 모퉁이에 위치하고 있으며 역은 평행한 징미로와 수도공항 고속공로 사이의 지하에 위치하고 있으며 수도공항선과 10호선은 싼위안차오역에서 징미로와 공항고속공로(동북-남서 방향)을 따라 기본적으로 평행하게 배치되어 있다. 12호선 역은 수도공항 고속공로 동쪽에 있으며 10호선역과 평행하다.

## 역 구조
수도공항선과 10호선 싼위안차오역은 모두 지하 2층 섬식 승강장으로 설계되어 있으며 본체는 프레임 구조로 개착식으로 시공되었다. 12호선역은 4층 4기둥 5경간 역이며, 마찬가지로 개착식으로 시공하였다.

### 층별 구조
| 지면층          | 출구                            | 출구 · D 입구 개집표기                                                                    |
| 지하 1층 대합실 | 10호선 및 수도공항선 대합실     | 매표소, 조회기, 자동매표기, 이카통 충전 10호선 및 수도공항선 역무실 비운임구역간 연결통로 |
| 지하 2층 승강장 | ←                               | ■ 수도공항선 베이신차오 방면 (둥즈먼)                                                     |
| 지하 2층 승강장 | 섬식 승강장, 왼쪽 출입문이 열림 |                                                                                           |
| 지하 2층 승강장 | →                               | ■ 수도공항선 수도공항 방면 (3터미널)                                                      |
| 지하 2층 승강장 | ←                               | ■ 10호선 내선순환 (량마차오)                                                              |
| 지하 2층 승강장 | 섬식 승강장, 왼쪽 출입문이 열림 |                                                                                           |
| 지하 2층 승강장 | →                               | ■ 10호선 외선순환 (타이양궁)                                                              |
| 지하 3층 대합실 | 12호선 대합실                   | 매표소, 조회기, 자동매표기, 이카통 충전                                                   |
| 지하 4층 승강장 | ←                               | ■ 12호선 쓰지칭차오 방면 (시바허)                                                         |
| 지하 4층 승강장 | 섬식 승강장, 왼쪽 출입문이 열림 |                                                                                           |
| 지하 4층 승강장 | →                               | ■ 12호선 둥바베이 방면 (장타이시)                                                         |

### 환승
싼위안차오역 10호선 및 수도공항선 대합실 중앙부에 연결통로를 설치하여 수도공항선으로 갈아타려는 승객은 10호선 대합실에서 비운임구역으로 연결되는 양방향 통로를 통해 수도공항선 대합실로 진입해야 하며, 통로 거리는 불과 40m 정도이다. 두 노선의 티켓 시스템이 다르기 때문에 비운임구역에서 환승하며, 승객의 환승은 다시 게이트에 들어가 요금을 지불해야 한다.
12호선역은 10호선 승강장에 바로 닿는 일방통행로 2개와 무장애 1개 등 3개의 공항고속도로 환승통로를 대합실으로부터 유도하고, 무장애 환승통로 내에는 12호선이 10호선 승강장을 경유해 수도공항선으로 갈아탈 수 있도록 언덕길과 엘리베이터를 설치할 계획이다.
12호선역은 대합실에서 공항고속공로를 관통하는 환승통로 3개를 유도할 계획이며, 2개의 일방통로와 1개의 무장애 통로를 포함하며, 이 중 일방통행로는 10호선 승강장에 바로 닿고, 무장애 환승 통로에는 경사로와 엘리베이터가 설치되어, 12호선에서 10호선 대합실을 경유하여 수도공항선으로 갈아타는 승객의 편의를 도모한다.
- 수도공항선 대합실 (2021년 3월)
- 10호선 대합실（2021년 3월)
- 10호선 승강장 (2019년 9월)
- 10호선에서 12호선으로의 환승 통로 입구
- 12호선에서 10호선으로의 환승 통로 입구
- 수도공항선 역사 동남쪽 모퉁이에 위치한 12호선 환승 통로 (2024년 12월 촬영)

## 장식
수도공항선 역의 디자인 공간은 비행하는 유선형의 모양을 강조하였으며, 파란색을 주색으로 한다. 10호선역 대합실을 장식한 세계지도 문양에는 세계 에너지의 분포 상황을 색깔별로 조명해 반영했다.
- 수도공항선 역사 공간의 유선형 조형물
- 10호선 역사의 세계 에너지 분포를 반영한 세계지도 도안

## 출입구
역에는 6개의 출입구가 있는데, 이 중 A, B는 수도공항선 대합실, C, D는 10호선 대합실, C는 징미로와 공항고속공로를 통과하는 지하 통로에 있고 3개의 지점이 있으며, D는 지상 수직 엘리베이터를 갖추고 있다. 싼위안차오역(D)출구에서 펑황성 외곽에는 630㎡ 규모의 자전거 보관소가 있다.
12호선 역에는 4개의 출입구가 있다. 그 중 징미로 양쪽의 E1 및 E2 입구는 12호선과 수도공항선 사이의 환승 통로에 위치하며, 샤오윈리 남가의 F, G 출입구는 12호선 대합실과 직접 연결된다.
|                                          |                            | |      |             |
|                                          |                            | |      |             |
|                                          |                            | |      |             |
| 출구                                     | 지시                       | 출구 인근 | 사진 | 무장애 시설 |
| ■ 수도공항선에 연결                      |                            | |      |             |
| 出口 · A                                 | 펑황로(凤凰路)             | 펑황성(凤凰城) |      | 빈칸        |
| 出口 · B                                 | 펑황로(凤凰路)             | 펑황후이 쇼핑센터(凤凰汇购物中心)                                                                                              |      |             |
| ■ 10호선에 연결                          |                            | |      |             |
| 出口 · C · 1                             | 징미로 (베이징 방면)       | |      | 빈칸        |
| 出口 · C · 2                             | 샤오윈리 남가(霄云里南街)  | 중전발전 빌딩(中电发展大厦), 샤광리(霞光里)                                                                                    |      | 빈칸        |
| 出口 · C · 3                             | 징미로(京密路) (입경 방면) | |      | 빈칸        |
| 出口 · D                                 |                            | 펑황즈디 광장(凤凰置地广场), 북3환동로(北三环东路)                                                                             |      |             |
| ■ 12호선 ■ 수도공항선에 연결             |                            | |      |             |
| 出口 · E · 1                             | 징미로(京密路) (출경 방면) | |      |             |
| 出口 · E · 2                             | 징미로(京密路) (입경 방면) | 펑황성(凤凰城), 펑황후이(凤凰汇), 항공산업종합기술연구소(航空工业综合技术研究所)                                               |      |             |
| ■ 12호선에 연결                          |                            | |      |             |
| 出口 · F                                 | 샤오윈리 남가(霄云里南街)  | 전력발전 빌딩(中电发展大厦), 하은 국제중심(哈银国际中心), 청룽 빌딩(城融大厦), 원양신칸센(远洋新干线), 샤광리 사구(霞光里社区) |      |             |
| 出口 · G                                 | 샤오윈리 남가(霄云里南街)  | 중신 푸르덴셜 라이프 빌딩(中信保诚人寿大厦), 원양신칸센(远洋新干线)                                                            |      |             |
| 아이콘 설명: 엘리베이터 \| 휠체어 리프트 |                            | |      |             |

## 역세권 정보
- 하이화청(海華城)
- 수도공항고속로(首都機場高速路)

## 역사
- 2008년 7월 19일 수도공항선, 10호선 개통
- 2024년 12월 15일 12호선 개통

## 전후역
- ■ 10호선
  - 타이양궁역(太陽宮站) - 싼위안차오역(三元桥站) - 량마챠오역(亮馬橋站)
- ■ 수도공항선
- 루프 시작
  - 둥즈먼역(東直門站) - 싼위안차오역(北土城站) - 3터미널역
- 루프 종료
  - 2터미널역 - 싼위안챠오역(北土城站) - 둥즈먼역(東直門站)
- ■ 12호선
  - 시바허역(西坝河站) - 싼위안차오역(三元桥站) - 장타이시역(将台西站)

## 같이 보기
- 베이징 지하철 수도공항선
- 베이징 지하철 10호선
- 베이징 지하철 12호선